# Южный храм воздуха
«Южный храм воздуха» (англ. The Southern Air Temple) — третий эпизод первого сезона американского мультсериала «Аватар: Легенда об Аанге».

## Сюжет
Близ Южного храма воздуха Катара предупреждает Аанга, что за 100 лет всё могло измениться. Он будит Сокку, чтобы отправиться в храм. Зуко и дядя Айро останавливаются в гавани, чтобы починить свой корабль. Их встречает командир Джао. Зуко врёт ему, что они столкнулись с кораблём Царства Земли. Джао приглашает их пообедать, но Зуко не хочет, однако дядя просит племянника проявить уважение к командиру, приняв предложение, заодно попросив жасминового чая. Летя на Аппе, Сокка обнаруживает, что Аанг случайно вчера сжёг их еду на костре, когда разжигал его. Катара снова пытается предупредить его о том, что он может увидеть в храме не то, что желает, но Аанг не верит, что люди Огня нашли бы их храм, ведь до него можно добраться только на летающем зубре, которых нет у воинственного народа. Команда подлетает к храму.
Джао расспрашивает Зуко об Аватаре, но юноша ни в чём не признаётся. Когда он собирается уходить, солдаты Джао сообщают, что пообщались с командой Зуко, как велел им командир, и те признались, что Зуко захватил Аватара, но упустил. Аанг, Катара и Сокка поднимаются к храму. По пути Аанг видит разные места, вспоминая о прошлом, и грустит, что остались лишь чахлые кусты. Сокка хочет поддержать его, и они играют в айробол. Аанг с лёгкостью выигрывает. Сокка обнаруживает шлем солдата из страны Огня и хочет показать его Аангу. Катара зовёт его, но не решается показывать находку, засыпая ту снегом. У входа в храм Аанг показывает друзьям статую монаха Гиатсо, вспоминая, как проводил с ним время. Далее они направляются в святилище храма воздуха, где, как полагает Аанг, его должны ждать. С помощью покорения стихии он открывает дверь, но там герои видят лишь статуи. Тем временем Джао унижает Зуко и говорит, что поимка Аватара — теперь его забота. Аанг и Катара понимают, что статуи — это предыдущие Аватары из всех 4 племён. Аанг видит статую Року, последнего Аватара из страны Огня, и говорит, что знает его, хотя и не может это объяснить.
Внутрь святилища входит лемур. Аанг хочет его приручить, а Сокка — съесть. Аватар обгоняет своего приятеля и следует за лемуром. В тот момент Джао и Зуко снова ругаются. Командир напомнил Зуко, что от него отвернулся собственный отец, и что тот в его глазах является позором и бесчестьем для всего народа Огня. Тогда Зуко бросает Джао вызов. На вечер назначается Агни Кай — поединок покорителей огня. Дядя предупреждает племянника, напоминая, что случилось в прошлый раз, но Зуко отвечает, что всё помнит. Аанг тем временем догоняет лемура, попадая в палату, где обнаруживает скелет Гиатсо. Когда к нему приходит Сокка, Аанг снова впадает в состояние Аватара. Катара в святилище видит, что статуи начинают светиться. В святых храмах других племён также начинается свечение, и все узнают о возвращении Аватара. Священники огненного храма собираются послать об этом извещение Хозяину Огня. Аанг образует ветренный круг, и Катара хочет его успокоить. Зуко и Джао начинают бой. Во время битвы дядя даёт племяннику советы, но Джао поначалу доминирует. Однако Зуко сосредотачивается и всё-таки побеждает командира. Джао говорит ему добить его, но Зуко всё же сдерживается и оставляет командира в живых — только стреляет огнём рядом. Джао называет Зуко трусом, в ответ же тот предупреждает Джао, чтобы он больше не вставал у него на пути. Когда тот уходит, Джао пытается атаковать в спину, но дядя Айро успел вмешаться, после чего он пристыдил Джао, подчёркивая, что для человека, такого, как Джао, этот поступок является позорным, и что у Зуко даже в изгнании больше чести, чем у самого Джао. После этого он также благодарит командира за чай и уходит с племянником. Катара говорит Аангу, что его народ уже не вернуть, но теперь у него новая семья: она и Сокка. Он спускается на землю и выходит из состояния Аватара. Аанг с горестью признаёт, что является последним магом воздуха. Вернувшись в святилище за вещами, они снова встречают лемура. Он даёт еду Сокке, и Аанг берёт его с собой. Он называет его Момо, и все они улетают на Аппе.

## Отзывы
Тори Айрленд Мелл из IGN поставил эпизоду оценку 9,2 из 10 и написал, что «в этой серии определились роли, которые Катара и Сокка сыграют в жизни Аанга». Рецензент отметил некоторые запоминающиеся моменты в эпизоде, такие как «красота и внимание к деталям, которые режиссёр проявлял в каждом кадре», а также «потрясающий саундтрек шоу, особенно в конце, когда они улетают», что «действительно вызывает эмоции и заставляет посочувствовать юному магу воздуха».
Хайден Чайлдс из The A.V. Club отметил, что «сцены в храме сняты в холодном синем цвете, а Катара и Сокка продолжают отвлекать юного Аанга, чтобы он не узнал об ужасе, который они обнаружили». Критик написал, что «в „Южном храме воздуха“ есть несколько чудесно реализованных моментов». Он подметил, что «выражение страдания на лице Аанга, когда он понимает, что храм пуст, передано мощно, а его детская радость, когда он гонится за Момо, восхитительна, особенно в моменте, когда он перепрыгивает через край огромной скалы, не сбавляя шага». Рецензент также написал про сцену, в которой Аанг находит труп Гиатсо, подмечая, что «режиссёр Лорен Макмаллан показывает его издали, демонстрируя, насколько тот маленький и одинокий». Чайлдсу также понравилась сцена, когда в святилище загорелись все статуи.
Даниэль Монтесиноса-Донахью из Den of Geek пишет: «Тот факт, что целая раса была истреблена одной нацией, — важный момент в мультфильме». Он добавляет, что «Аанг знает это, но его отрицание — это то, что делает просмотр действительно сильным». Рецензент также написал, что «экшн здесь изображён очень хорошо». В конце критик пишет, что «в целом, это хороший эпизод, демонстрирующий ещё больше сложности структуры шоу и оставляющий некоторые вопросы без ответа».
Screen Rant и CBR поставили серию на 8 место в топе лучших эпизодов 1 сезона мультсериала по версии IMDb.